# 카프라롤라
카프라롤라(이탈리아어: Caprarola)는 이탈리아 라치오주 비테르보도에 위치한 코무네다.